# Mucrosomia
Genre
Mucrosomia est un genre de collemboles de la famille des Isotomidae.

## Liste des espèces
Selon Checklist of the Collembola of the World (version du 31 août 2019) :
- Mucrosomia alticola de Mendonça & Queiroz, 2013
- Mucrosomia bipartita (Rusek, 1996)
- Mucrosomia caeca (Wahlgren, 1906)
- Mucrosomia garretti (Bagnall, 1939)

## Publication originale
- Bagnall, 1949 : Contributions toward a knowledge of the Isotomidae (Collembola). VII–XV. Annals & Magazine of Natural History, sér. 12, vol. 2, p. 82–96.